# Артеменькіно
Артеме́нькіно (рос. Артеменькино, чув. Иртеменкасси) — село у складі Вурнарського району Чувашії, Росія. Входить до складу Великоторханського сільського поселення.
Населення — 50 осіб (2010; 61 у 2002).
Національний склад:
- чуваші — 95 %